# Pickford's House Museum
Pickford's House Museum of Georgian Life and Costume i Derby, England, er et elegant georgiansk byhus fra 1770, bygget af den fremtrædende arkitekt Joseph Pickford som bolig og virksomhedsdomicil. Huset skulle vise Pickfords evner som arkitekt og bygmester. Bag huset havde Pickford sin materielgård.
Museet åbnede i 1988 og skal vise et sengeorgiansk borgerhjem. Stueetagen er indrettet som den kan have været det på Pickfords tid, og viser desuden beklædning fra det attende og nittende århundrede. Museet ejes og drives af Derby City Council.

## Eksterne links
- Pickford's House MuseumArkiveret 15. juni 2011 hos  Wayback Machine – officiel website
- Pickford's House Arkiveret 11. januar 1997 hos  Wayback Machine

52°55′26.76″N 1°29′11.04″V / 52.9241000°N 1.4864000°V